# Гончарство на Поділлі

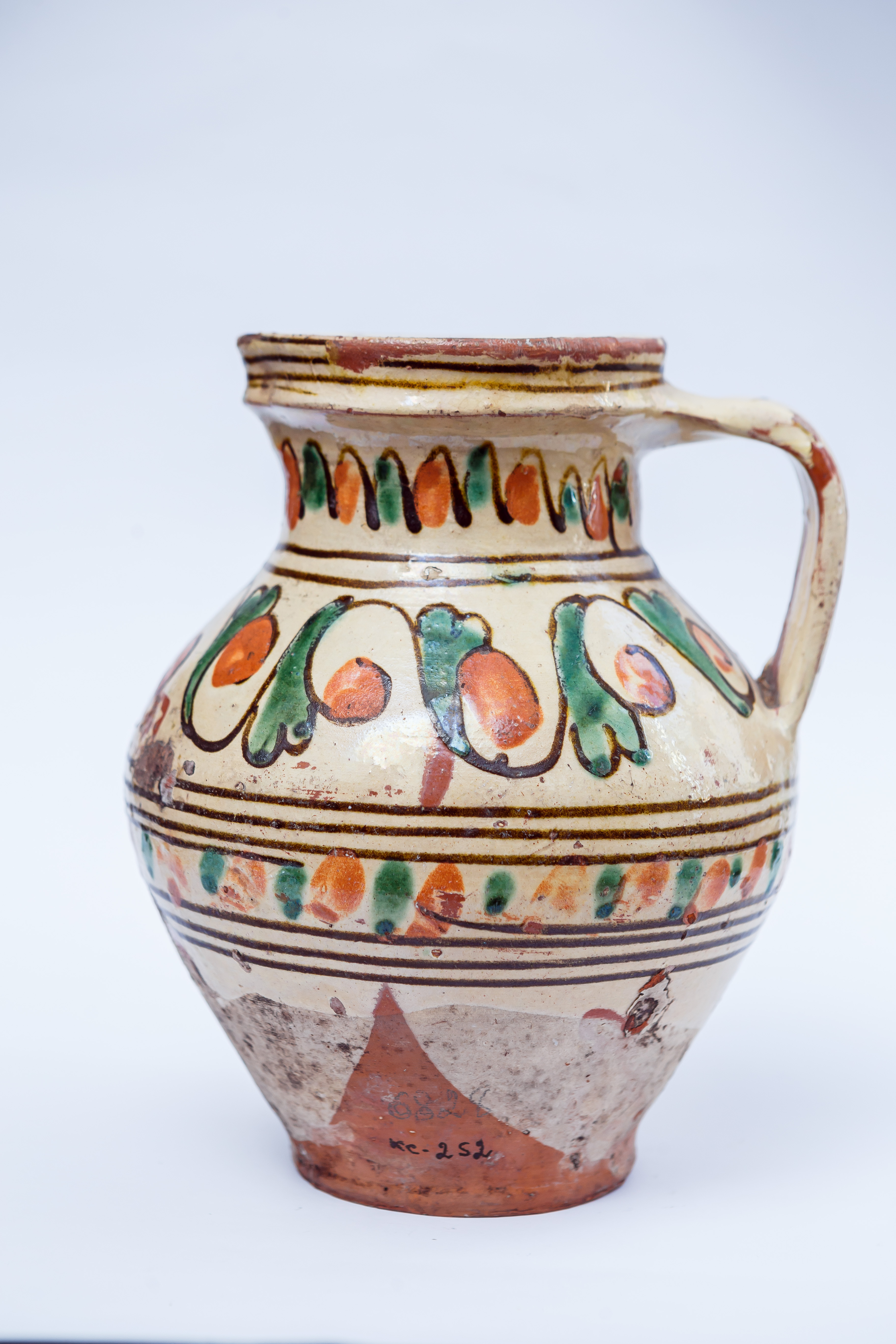
Глечик з рослинним орнаментом, Барська кераміка, поч. ХХ ст., зібрання Вінницького обласного художнього музею

Смотрицькі горнята

Смотрицький горщик

Смотрицький горщик

## Історія гончарства
За даними Прусевича в 1913 р. керамічним промислом в Подільській губернії було охоплено 143 населених пункти: 3 міста (Бар, Летичів, Гайсин), 27 містечок, 113 сіл. У виготовленні виробів було задіяно 2029 дворів та 3145 гончарів, що становило 0,08 % населення губернії. В XVI — XVII ст. створювалися перші цехи гончарів — громадсько-професійні і релігійні спілки, які були скасовані у 1900 р., хоча у багатьох осередках цехові традиції продовжували зберігатися і в 1913 р.
В 1912-13 рр. в Україні було 12045 гончарів, у 1922 — 15043. Найбільше гончарів було у Подільській губернії — 2850 (20 %). В 1924 гончарі становили 7,73 % від усіх кустарів на Поділлі, а у 1913 — 3,9 %. Гончарне виробництво мало родинний характер з залученням найманої праці. Бідніші майстри продавали невипалені вироби скупникам або заможнішим майстрам. Передача майстерності відбувалася у родині, були також і учні. 
На Поділлі в 1926 р. існувало 3 артілі. Після 1927 р., коли на XV з'їзду ВКП(б) курсу на колективізацію, гончарів, як і ін. кустарників примушували вступати до колгоспів або працювати у колгоспних гончарнях або артілях.  У 1929 р. почався масовий колгоспний рух. В більшості гончарних осередків кількість гончарів скоротилася в кілька раз, а в деяких залишилося по 1-2 гончарі. Тільки майстри, які працювали в колгоспних майстернях чи артілях, мали змогу займатися гончарством і вдома - у вільний час. Зникли вироби з підполивяним малюванням, бо вони були дозволені лише в артілях. Припинили існування також великі майстерні з найманою працею. На гончарів були накладені великі податки, за порушення закону руйнували горна і гончарні круги. Важких втрат зазнали гончарі під час Голодомору 1932-33 рр.. Тоді загинув Яків Бацуца з Адамівки.
Деяких подільських майстрів запросили до експериментальної художньої майстерні в Києві при  Державному музеї українського образотворчого мистецтва: Івана Гончара (Крищинці), братів Якова і Якима Герасименків (Бубнівка) та Прокопа Лавренюка-Полив'яного (Жерденівка). Їхні роботи демонструвалися на Першій республіканській виставці українського народного мистецтва.
В 1950—1960 рр. продовжується подальший занепад домашнього гончарства. Знизилась і якість виробів: мало орнаментації, грубі черепки. Згідно з постановою 1960 р. артілі було реорганізовані в фабрики, що негативно позначилося на якості виробів.
Протягом 1970-1980 рр. якість виробів знижувалась, не вистачало фахівців, кількість домашніх майстрів продовжувала скорочуватись, зникали гончарські осередки. У більшості осередків залишилось по 2 майстри, на Поділлі найкраще був розвинений осередок в Адамівці та Смотричі.
Під час доби незалежності інтерес до гончарства зріс. Але ця доба позначена руйнуванням усіх фабрик та заводів. Кількість майстрів продовжує скорочуватись. Так у 2014 у Смотричі пішов з життя останній гончар, а у Адамівці останній майстрині — 77 років.

## Гончарні осередки

### Бар

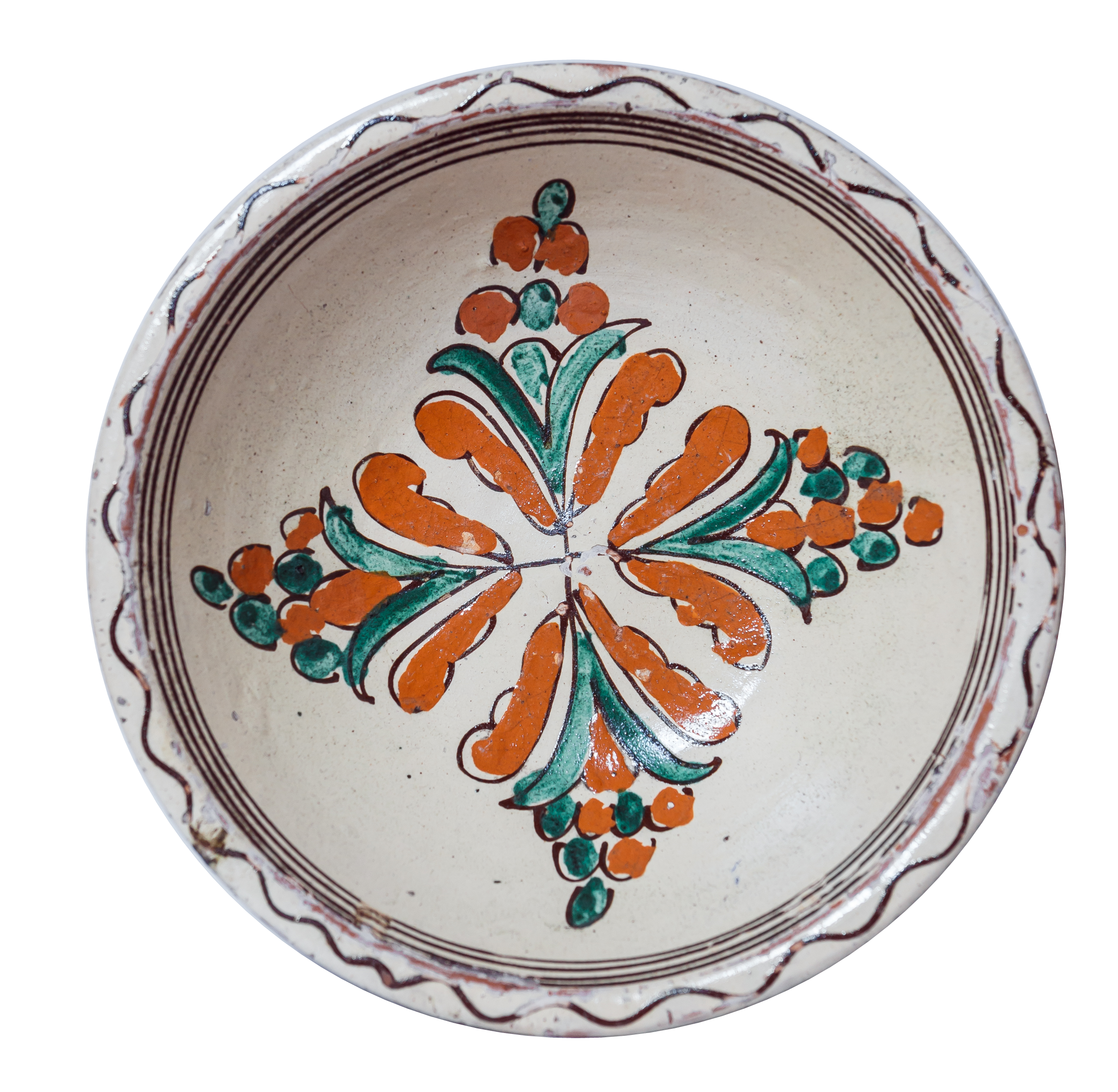
Миска з рослинним орнаментом, Барська кераміка, кін. ХІХ ст., зібрання Музею етнографії та художнього промислу Інституту народознавства НАН України

Типовим для цього гончарного осередка у місті Бар були білі миски, полумиски, баньки, дзбанки з рослинним орнаментом, зображеннями птахів і сюжетними розписами. В першій третині ХХ ст. відбулися зміни в декорі барської кераміки. Вироби другої половини 1910-х –1920 — х років відрізняються від типових. У цей час з'явилося темно-брунатне (майже чорне) або коричнево-вохристе (без обливання) тло та зникло контурне малювання. Використовували в цей час також техніку фляндрування та надавали перевагу геометричним мотивам. Найвідоміші барські гончарі — Петро Лукашенко, Петро Маніта, Григорій та Олександр Решітники, Павло Самолович, Григорій Круликовський, Франко і Йосип Врублевські, Стах, Франко та Іван Желеховські.

### Бубнівка
Розквіт гончарства в с. Бубнівка (Вінницької обл.) відбувався до поч. 1930 х років. Крім мальованої кераміки виробляли тут також звичайний посуд (горщики, глечики, макітри, ринки). В ангобному розписі, крім смуг, цяток, рисок, «кривульок», концентричних ліній, рядів крапочок, були акож рослинні мотиви (квіти, «сосонки», гілочки, «косиці»). Кольоровою поливою — зеленою, жовтою, брунатно-вишневою — вкривали барила, калачі, баклаги. Створювали бубнівські майстри й фігурні посудини у вигляді баранців, каганці, ліхтарі на свічки, іграшку та ін. Серед рослинних мотивів популярними були «косиці», «сосонки», ліроподібні «вилоги», «індичі хвости», квіти, виноград. Геометрична орнаментика складала: «стовпчики», «спускавки», «карбики» (косі риски), «колосок» (вузька смуга фляндрівки), «кривульки». На декор бубнівських гончарів, виконаний у техніках контурного малювання та фляндрування, найчастіше поєднаних в одному виробі. Головна особливість бубніської мальованої кераміки — густе заповнення тла, яскравий червоно-вохристий колір з кольорами розписів — білим, часто з жовтуватим відтінком, зеленим, темно-брунатним. Майстрами бубнівської караміки на початку ХХ століття були брати Яким та Яків Герасименки, продовжила їх справу племінниця Фросина Міщенко, яка в свою чергу навчила мистецтву бубнівської кераміки Тетяну Шпак, Тетяну Дмитренко та Валентину Живко.

### Кіблич
Гончарний промисел у с. Кіблич, який відомий мисками й полумисками, функціонував до кінця 1970 — х років. У декорі застосовувалась техніка фляндрування, якою виконували також і зображальні мотиви. Для кіблицьких мисок типовим є пружок по середині стінок, який підкреслювали концентричними лініями чи рядом великих крапок, які якби обрамлювали композицію із «сосонок», «косиць», фляндрованих квіток й розміщених на дні та в нижній частині стінок. На вінцях були рисочки-«карбики», під ними — «спускавки». Тло в мисках було переважно біле, а інколи червоно-вохристе. Майстрами Кіблича були Сафон Цвігун, Никифор та Юхим Ямкові, Марко й Павло Онищуки, Юхим Шимковий, Арсеній Низкогуз, Саусин Гетьман.

### Майдан-Бобрик
Серед виробів східноподільських осередків особливе місце посідають миски с. Майдан-Бобрик (Літинського р-ну), оздоблені окремими гілочками з квітами, пуп'янками, виноградом, листочками, виконаними в техніці підполив'яного контурного малювання. Інколи на гілці зображали невелику пташку або її розміщали по центру миски в оточені рослинних мотивів. Зображували інколи кілька гілочок або квітів. В окремих мисках три або чотири мотиви розміщували на стінках миски широкою смугою. Найчастіше контур малюнка виконували білим ангобом на червоно-вохристому тлі. Контур доповнювали зеленим і брунатним ангобами. За Прусевичем в 1913 р в с. Майдан-Бобрик працювало 32 гончарі. Гончарювали і ближніх селах, таких як Кам'яногірка, Павлівка, Гущинці, Іванів, але там виготовляли переважно простий посуд. Гончарі с. Майдан-Бобрик, крім мисок та полумисків, виготовляли глеки, гладущики, макітри, друшляки, вазони для квітів, кухлики для церкви, ринки з ручками й без ручок, ринки для печива. 1939 року в селі було організовано гончарську артіль. В сер. ХХ ст. гончарство в Майдані-Бобрику занепало, хоча в 1940—1950 — х роках ще працювали окремі майстри: Григорій Григус, Данило Гончар.
Високохудожніми фляндрованими мисками відомі й інші осередки Східного Поділля. Серед них вирізняються села Торканівка, Горишківка, Крищинці, Василівка, Берлінці Лісові та Рахни Лісові.

### Смотрич
Відомим осередком подільського гончарства у ХХ столітті залишався Смотрич — давнє містечко. Тут виробляли теракотовий, димлений, полив'яний і мальований посуд. Найкращі зразки смотрицької мальованої кераміки належать до першої третини ХХ ст. Це роботи Романа Червоняка (1886—1933), Дмитра Качуровського (1885—1948), батька й сина Тимофія (1855—1933) та Дмитра (1899—1977) Небесних, Карпа Білоокого (1888—1974), Григорія Бродзянського (1903-?). Назви смотрицьких мотивів — «гребінець», «виноград», «шишка», «смеречка», «когутик» . Характерною для Смотрича є зображення пташки на гілці з листочками, трапляються також дві пташки, які розміщені симетрично відносно гілки.
В останніх десятиліттях ХХ ст. в Смотричі мальованих мисок вже не робили. Останні виконано 1979 року сином К. Білоокого — Василем, але їхній декор відрізняється від класичних У. Білоокої. У 1980–1990 -х роках в смотричі працював Михайло Карпович (1927-р. н.), який робив теракотовий і полив'яний посуд, традицію продовжив його син (1952—2014). Підполив'яним малюванням ніхто в містечку вже не займався.
Інша група виробів гончарів Смотрича — «смугасті» миски, які декорувалися кількома широкими різнокольоровими смугами зеленого, вохристого, темно-брунатного й білого ангобів з нанесеними на них концентричними лініями та «кривульками». Одним з авторів таких мисок був Д.
Качуровський.

### Миньківці
Багато спільного з декором мисок Смотрича мають вироби із с. Миньківці, де склалася своєрідна школа підполив'яного малювання в техніці фляндрування з використанням великих крапок, фляндрованих розет на денці, рядів арочок, високих «спускавок», «карбиків» та «кривульок».
В ряді осередків існувала також і подільська неполив'яна кераміка. Це такі осередки, як Тимар, Тиманівка (Тульчинський район), Тростянець, Воєводчинці, Павлівка, Верхівка, Ладижин (Вінницької обл.), Адамівка, Пирогівка (Віньковецький район), Заміхів, Меджибіж, Ставниця (Хмельницької обл.), Гончарівка (Монастириський район), Струсів та Будзанів (Тернопільської обл.) відомі чудовим тонкостінним неполив'яним посудом, зокрема горщиками, глечиками, баньками, риночками, макітрами, двійнятами.

### Зіньків
Адамівка, м. Зіньків, с. Пирогівка, на початку ХХ ст. щодо кількості гончарів посідали перше місце в Подільській губернії — 867 осіб . Особливо відомим став адамівський осередок завдяки виробам сім'ї гончаря Якова Бацуци. Майстри цього осередку — Марія Бугаз, сестри Ганна Гаврилюк та Марія Матанчук, Іван і Марія Зозуляки, Федір та Явдоха Касіянчуки, Євгенія Трембовецька,Трохим Матущак та інші — створювали макітри, гладущики, «вазони», горнятка, горщики, баньки, збанки, слоїки. Переважали тоді теракотові вироби з червонувато-вохристим відтінком. Розпис робили «кривульоками», косими рисками, смугами; розпис виконували брунатною фіолетовим відтінком фарбою.

### Пирогівка
У с. Пирогівка (Віньковецького р-ну) на початку ХХ ст. працювало близько ста гончарів, які виробляли неполив'яний посуд. На початку 1980 х років промислом займалися лише троє. Зокрема, Іван Мазуренко (1920 р. н.) робив теракотовий і димлений посуд, оздоблений лискуванням.

### Заміхів
У с. Заміхів і с. Жабинці (Новоушицького р-ну) в 1913 р. проживало більше ста гончарських родин. На початку 1980 — х рр., тут виробляли простий посуд (горщики, макітри, гладущики, збанки, бабники, мисочки, вазони), оздоблений розписом темно-брунатним ангобом. Поверхня мала переважно світло-вохристий колір. Мотивами розпису були риски, смужки, дуги, «кривульки», часто нанесені на концентричні лінії, які ділили декор на яруси. Робили рідко і полив'яні вироби.
Підполивяний розпис був добре розвинений в с. Товстому (Гусятинського р-ну), в м. Бережанах, в м. Копичинцях та м. Підгайцях.
Оригінальними підходами до оздоблення відзначалися поліхромні вироби з с. Золотий Потік та з с. Устечко. Гончарні традиції у Товстому відродив Талановитий майстер, випускник Косівського художнього технікуму — Василь Бардачевський (р. н. 1950). Виготовляє різноманітний ужитковий посуд та художні вироби в теракоті, розписані, покриті поливою, димлені. Імена майстрів кераміки Гусятинщини Івана Черниша (1895 p. м. Копичинці -?), Євгена Куцярського (1932 с. Новосілка — 1985) — проживав в с. Кут, Василя Бардачевського — відомі далеко за межами України.
Відомим центром виготовлення чорної кераміки було с. Гончарівка, в якому наприкінці ХХ ст. працював майстер Іван Бойко.